# Ellen Hight
Ellen Lendra Hight (sinh ngày 13 tháng 2 năm 1981) là một vận động viên bơi lội Zambian, chuyên về các sự kiện tự do và bướm. Cô đại diện cho quốc gia Zambia của mình trong hai phiên bản của Thế vận hội Olympic (2000 và 2008).
Hight làm cho đội Zambian đầu tiên của cô, khi còn là một thiếu niên 19 tuổi, tại Thế vận hội Mùa hè 2000 ở Sydney. Bơi trong nhiệt độ hai trong số 100 m bướm nữ, cô chạm vào Mariya Bugakova của Uzbekistan để có được vị trí thứ năm và bốn mươi bảy tổng thể với tỷ lệ 1:09.34.
Ba năm sau khi ra mắt Olympic, Hight đã nghỉ hưu để tập trung chủ yếu vào sự nghiệp huấn luyện của mình tại Câu lạc bộ bơi lội Bờ biển Thái Bình Dương ở Victoria, British Columbia, Canada.
Năm 2007, Hight đã nghỉ hưu để thi đấu tại Đại hội thể thao toàn châu Phi ở Algiers, Algérie, nơi cô đã giành được huy chương đồng ở nội dung 100 m bướm của phụ nữ, với thời gian ấn tượng là 1: 03,38. Thành công và thành tích xuất sắc của cô tại Thế vận hội toàn châu Phi đã đánh dấu sự trở lại Thế vận hội ở Bắc Kinh 2008 Ở đó, cô đã bơi đến thứ bảy và năm mươi ba tổng thể trong sáu giây tự do 50 m nữ, đăng thời gian tốt nhất của cô ở 27,42 giây.
Hight cũng nhận bằng cử nhân khoa học chuyên ngành khoa học thể thao tại Đại học Bath ở Anh và được bổ nhiệm làm đại sứ thể thao quốc gia năm 2003.